# Murat Ramonov
Murat Ramonov (21 de julio de 1990) es un luchador kirguís de lucha grecorromana. Compitió en tres campeonatos mundiales consiguiendo un noveno puesto en 2015. Acabó en la 5.ª posición en los Juegos Asiáticos de 2014 y en el décimo puesto en 2010. Obtuvo cinco medallas en Campeonatos Asiáticos, de plata en 2014 y 2016.